# Takeichi Nishi
Takeichi Nishi (jap. 西 竹一 Nishi Takeichi; ur. 12 lipca 1902 w Tokio, zm. 22 marca 1945 na Iwo Jimie) – japoński arystokrata, oficer Cesarskiej Armii Japońskiej, zdobywca złotego medalu w jeździectwie na Igrzyskach Olimpijskich w Los Angeles. Zginął w obronie wyspy Iwo Jima.

## Życiorys
Urodził się w 1902 w Tokio w starej i bogatej rodzinie arystokratycznej. Po śmierci ojca, Tokujirō Nishiego, ministra spraw zagranicznych, przejął w 1914 tytuł barona. Już w dzieciństwie był gruntownie kształcony. Od 1917 pobierał naukę w szkołach oficerskich w Hiroszimie i Tokio, po ukończeniu których został przydzielony do elitarnego 1 Pułku Kawalerii.
W 1932 reprezentował Japonię w jeździectwie podczas Igrzysk Olimpijskich w Los Angeles, zdobywając na koniu Uranus złoty medal w skokach przez przeszkody. Został też honorowym obywatelem Los Angeles. Dwa lata wcześniej, jeszcze w czasie przedolimpijskiego pobytu rekonesansowego w Stanach Zjednoczonych, nawiązał liczne znajomości i zdobył szacunek Amerykanów. Zaprzyjaźnił się z takimi sławami Hollywood, jak Mary Pickford i Douglas Fairbanks, których gościł później w swoim domu w Tokio. W 1936 startował na koniu Uranusie na IO w Berlinie, ale nie odniósł sukcesu, zajmując dalsze miejsce.
Z nastaniem lat 40., po rozwiązaniu przez dowództwo japońskie jednostek kawalerii został mianowany – już w stopniu podpułkownika – dowódcą 26 Pułku Pancernego. Jednostka ta brała udział w walkach toczonych w Mandżurii. W lipcu 1944 jego pułk został skierowany do obrony Iwo Jimy. W czasie transportu morskiego ich okręt został storpedowany 18 lipca przez amerykański okręt podwodny USS „Cobia”. Choć zginęło tylko dwóch żołnierzy, utracone zostały wszystkie czołgi w liczbie 28. Dowódca garnizonu na Iwo Jimie generał Tadamichi Kuribayashi wysłał Nishiego do Tokio po kolejną dostawę uzbrojenia. W stolicy sugerowano mu pozostanie, ale odmówił, gdyż nie chciał opuścić swoich żołnierzy. Wrócił na wyspę z 22 czołgami, które okopano ziemią, przekształcając w stałe punkty oporu.
Od lutego do marca 1945 Japończycy zaciekle bronili wyspy przed amerykańskim desantem. Według niektórych źródeł Amerykanie podczas bitwy wzywali go imiennie przez megafony do poddania się. On jednak kontynuował walkę i w rezultacie poniósł śmierć. Ranny i niezdolny do dalszego boju, prawdopodobnie popełnił samobójstwo. Nie wiadomo jednak, w jaki sposób odebrał sobie życie. Brane są pod uwagę trzy możliwe wersje tego zdarzenia: zastrzelił się z karabinu lub pistoletu, albo popełnił rytualne seppuku, w każdym wypadku jednak trzymając w dłoni kosmyk włosów Uranusa. Nigdy nie odnaleziono jego ciała.

## Pamięć
Postać Takeichiego Nishiego, grana przez Tsuyoshiego Iharę, pojawia się w nakręconym w 2006 przez Clinta Eastwooda filmie fabularnym Listy z Iwo Jimy.